# María José Lavín
María José Lavín (n. 1957) es una artista plástica y escultora mexicana. Su obra es de temática diversa, y entre los materiales que ocupa para la misma están el fieltro, el barro, el yeso y la piel.

## Biografía
Realizó diversos estudios de arte y pintura, entre ellos, el taller con Lucinda Urrusti. Lavín es egresada de la Academia de San Carlos de la Universidad Nacional Autónoma de México.,  el Círculo de Bellas Artes de Madrid y la Calcografía Nacional. Ha participado en más de 30 exposiciones individuales y colectivas.

## Exposiciones

### Individuales
- 1983 - Tientos y variaciones, Galería Lourdes Chumacero[5]
- 1984 - Entre sueños, XVII Muestra de Pintura y Escultura latinoamericanas. Galería Espacio. San Salvador, El Salvador
- 2008 - Arte Contemporáneo ´08. Subasta del Grupo de los Dieciséis, Ciudad de México
- 2008 - El Efecto Collage y la Práctica Artística Contemporánea. Galería Manuel M. Amador. Universidad de Panamá

## Premios y reconocimientos
- 2002 - Becaria del Fondo Nacional para la Cultura y las Artes